# 大巨人コンビ
大巨人コンビ（だいきょじんこんび）とは、日本のプロレスラーであるジャイアント馬場とフランス出身のプロレスラーであるアンドレ・ザ・ジャイアントのタッグチーム。

## 概要
1990年から1992年にかけて全日本プロレスで活躍した。当初は「摩天楼コンビ」ともいわれていた。
身長209cmで1960年代以来日本を代表するプロレスラーでありNWA世界王座にも三度輝いたジャイアント馬場と、身長223cmで1970年代以降WWFを中心に世界最強の名をほしいままにしたアンドレ・ザ・ジャイアントは、アンドレがモンスター・ロシモフと名乗って国際プロレスに初来日した頃からなにかと対比される存在であった。しかしながら、アンドレは国際プロレスからWWFへ、そして日本ではWWFと友好関係にあった新日本プロレスの常連外国人となり、全日本プロレスの総帥であった馬場との接点はほとんどなかった。しかし、1980年にはハワイで、その後も1982年にフロリダで馬場とアンドレはバトルロイヤルにて遭遇しており、フロリダでの両者の邂逅は日本のプロレス・マスコミでも報道された。
大巨人コンビは馬場・アンドレとも晩年になってから結成されたため、タイトル挑戦もリーグ戦の優勝もなく、活動場所も日本だけに限られていたが、プロレスの夢、ファンタジーを満喫させたタッグチームであった。両者はプライベートでも大変仲が良かったという。また、全日本参戦により、国際時代の旧友マイティ井上と再会できたのもアンドレにとって晩年の大きな喜びであった。
また、それまでアンドレは国際でも新日本でもヒールとして見られることがあり、アンドレのほうでも滅多に笑顔など見せずにファンを追い散らしていた。古舘伊知郎が「化けものを見るような目で見るファンの視線へのいらだち」と評したような状況であったが、全日本ではまったくそういうことはなくファンは大アンドレ・コールで迎え、アンドレもよく笑顔を見せていた。

## 来歴
1980年代中盤になると、新たにWWFの総帥になったビンス・マクマホンが全米侵攻作戦を行ってそれまで馬場が友好関係を結んでいたNWA・AWAのプロモーターをなぎ倒し、その一方WWFと新日本プロレスとの提携を解消したことから全日本とWWFにも接点が出来るようになった（もともと、馬場は1960年代にニューヨークで活躍した実績があり、ビンス・マクマホンおよびその父ビンス・マクマホン・シニアとは旧知の関係ではあった）。
1990年4月13日、全日本・新日本・WWF三団体共催という形で「日米レスリングサミット」が東京ドームで開催された。馬場とアンドレの絡みは大きな目玉の一つであり、2月に馬場が訪米してWWF幹部と会談した際には、アンドレとのツーショットでテレビに登場する場面も用意された。当日はセミファイナルでWWF世界タッグ王者のデモリッション（アックス&スマッシュ）と対戦、馬場の十六文キックからアンドレのエルボー・ドロップというコンビネーションで勝利をおさめた。
アンドレは馬場とのコンビが気に入ったようでこれ以降、急逝するまで全日本を主戦場の一つにすることになった。1990年9月30日には、新日本のアントニオ猪木デビュー三十周年セレモニーに出席した後に、スタン・ハンセンとのコンビで馬場&アブドーラ・ザ・ブッチャー組と馬場デビュー三十周年記念試合の対戦相手を務め、ここで日本のファンの前ではじめて馬場とアンドレの対戦が実現した。11月に開幕した世界最強タッグ決定リーグ戦にも馬場&アンドレ組で出場。ジャンボ鶴田&田上明組、テリー・ゴディ&スティーブ・ウィリアムス組などを破り連勝街道を突っ走ったが、帯広でのザ・ファンクス戦で馬場が場外転落の際に左大腿骨を骨折し、残り試合はすべて棄権することとなった。なお、このリーグ戦の時に、ランド・オブ・ジャイアンツ（スカイウォーカー・ナイトロン&ブレード・ブッチ・マスターズ）との公式戦で、馬場が一番背が低いタッグマッチ（ランド・オブ・ジャイアンツは両者とも213cm）という珍現象が起こっている。
1991年6月に馬場がカムバック。同年の最強タッグには再び馬場&アンドレ組で出場し、最後まで優勝戦線に残る活躍を見せた。コンビでの試合は91最強タッグ最終戦のブッチャー組との試合が最後で、1992年にアンドレが来日した時には馬場に他の選手を交えての六人タッグが主であった。1992年10月21日には、馬場、ハンセン、ドリー・ファンク・ジュニア組とアンドレ、鶴田、ゴディ組の対戦で日本で二度目の馬場VSアンドレが実現している（もっとも、アンドレ没後の馬場の回想によると「この時戦ってみて、アンドレの肉体の衰えからして大巨人コンビでリーグ戦を消化するのは酷だと感じ1992年の最強タッグには大巨人コンビでは出ないことを決意した」という。結局馬場は小橋健太と組んで出場）。1992年12月4日、馬場・アンドレ・ラッシャー木村のトリオで六人タッグマッチに出場。翌1993年1月29日にアンドレがパリで急死したため、これが馬場・アンドレ組の最後の試合となった。大巨人コンビとしての通算成績、17勝2敗1分。

## 評価
初コンビ時の日本テレビの実況放送で若林健治と竹内宏介は「竹内さん、われわれの夢がかないましたね!」「このコンビの夢を何回見ましたかねえ!」というやりとりをしている。猪木シンパの井上義啓でさえも「全盛時を過ぎて歩くのもしんどそうなアンドレを引っ張り出して馬場と組ませるときいて馬鹿にした向きもあったが、実際二人が並んでリングに立っているのを見るとその侮った笑いは消えていった。試合はすべてエキシビション的なものになったがそれでもファンは満足だった」と評している。馬場の追悼本として出された『王道十六文大全集』（日本スポーツ出版社）でも「まさに20世紀最後の夢の実現」「合計身長432cmのインパクトは絶大で楽しいプロレスを展開、ファンの夢を満たしてくれた」と書いている。
三沢光晴は1991年最強タッグで大巨人コンビと対戦した感想を当時、「アンドレは見た目ほど弱くなかった。エルボー一つ出すにも伸び上がって打たなきゃいけないし……」と語っている。